# Viadutos

Localización de Viadutos en Rio Grande do Sul.

Viadutos es un municipio brasileño del estado de Rio Grande do Sul.
Su población estimada para el año 2004 era de 5.984 habitantes.
Ocupa una superficie de 268,5 km².
- Datos: Q772750
- Multimedia: Viadutos (Rio Grande do Sul) / Q772750